# Lutjanus stellatus
Lutjanus stellatus là một loài cá biển thuộc chi Lutjanus trong họ Cá hồng. Loài này được mô tả lần đầu tiên vào năm 1831.

## Từ nguyên
Tính từ định danh stellatus trong tiếng Latinh có nghĩa là “đầy sao”, hàm ý đề cập đến đốm trắng ở thân trên, ngay dưới gốc vây lưng mềm của loài cá này.

## Phân bố và môi trường sống
L. stellatus có phân bố giới hạn ở vùng Tây Bắc Thái Bình Dương, từ Nam Nhật Bản (gồm cả quần đảo Ogasawara) và đảo Jeju trải dài về phía nam đến Hồng Kông. Loài này cũng xuất hiện ở vịnh Hạ Long, và cũng là lần đầu tiên mà loài này được ghi nhận ở Việt Nam.
L. stellatus sinh sống gần rạn san hô và mỏm đá.

## Mô tả
Chiều dài cơ thể lớn nhất được ghi nhận ở L. stellatus là khoảng 70 cm, thường bắt gặp với chiều dài trung bình khoảng 35 cm.
Lưng và thân trên màu nâu sẫm đến tím nhạt, thân dưới vàng nâu chuyển sang màu cam nhạt ở bụng. Một đốm trắng nhỏ phía trên đường bên, ngay dưới tia vây lưng mềm trước nhất. Một sọc xanh lam từ mõm ngược ra sau nắp mang; rìa trên nắp mang phớt vàng. Các vây màu vàng. Cá con màu vàng nhạt với các sọc xanh ở hai bên thân. Đốm trắng dưới đường bên có viền đen. Một cặp sọc xanh óng bên dưới mắt. Vây vàng.
Số gai ở vây lưng: 10; Số tia vây ở vây lưng: 13–15; Số gai ở vây hậu môn: 3; Số tia vây ở vây hậu môn: 8–9; Số tia vây ở vây ngực: 16–18.

## Sinh thái
Thức ăn của L. stellatus có thể là cá nhỏ và một số loài thủy sinh không xương sống khác.
L. stellatus là một loài sinh sản theo nhóm. Trứng được thụ tinh có hình cầu, trong suốt, nổi và không có sắc tố. Chúng có đường kính 0,80–0,85 mm và chứa một hạt dầu đơn có đường kính 0,16–0,17 mm. Trứng nở sau khi thụ tinh 30 giờ. Ngay sau khi nở, ấu trùng có tổng chiều dài là 2,48–2,56 mm.

## Giá trị
L. stellatus có thịt ngon, thường được bán tươi.